# Audrey Emery

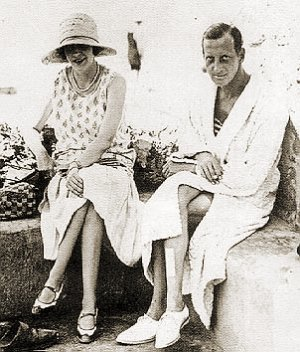
Audrey und Großfürst Dmitri

Anna Audrey Emery (* 4. Januar 1904 in Cincinnati, Ohio; † 25. November 1971 in West Palm Beach, Florida) war eine US-amerikanische Millionenerbin und Prominente, die die Frau eines der letzten russischen Großfürsten war.

## Werdegang
Emery war die jüngste Tochter des Immobilien-Millionärs John J. Emery (1835–1908) und seiner Frau, der gebürtigen Lela Amelia Alexander (1867–1953). Sie hatte zwei Schwestern, Alexandra und Lela sowie zwei Brüder Thomas und John Josiah Jr.
Sie heiratete im Jahr 1926 in morganatischer Ehe den russischen Großfürsten Dmitri, der nach der Russischen Revolution im Exil lebte. Da sie nicht ebenbürtig war, erhob Großfürst Kyrill, das Oberhaupt der russischen zaristischen Familie, sie in den Rang einer Prinzessin Romanowskaja-Iljinskaja (Iljinski war der Name von Dmitris ursprünglichen Besitzungen in Russland). Von amerikanischen Gesellschaftskreisen wurde dieser Titel als Fürstentitel betrachtet, und Emery wurde regelmäßig als Fürstin bezeichnet, die mit Dmitri als Begründerin des Hauses der Iljinski im russischen Exiladel galt. Sie wird durch ihre Ehe mit einem Mitglied dieses Hauses als Fürstin von Schleswig-Holstein-Gottorf betrachtet.
Im Jahr 1928 bekam sie ihr einziges Kind, Prinz Paul Romanowski-Iljinski. Im Jahr 1937 wurde die Ehe geschieden und sie zog mit ihrem Sohn nach Frankreich. Noch im selben Jahr heiratete sie Prinz Dimitri Djordjadze, ein Mitglied eines georgischen Fürstenhauses, auch diese Ehe wurde geschieden. Nach ihren beiden Ehen nahm Emery wieder ihren Geburtsnamen an und trat weiter als Mrs. Audrey Emery auf.
Im Jahr 1956 bemühte sich der Vater des regierenden monegassischen Fürsten Rainier III., Pierre de Polignac, vergeblich beim Vatikan um die päpstliche Anerkennung seiner Scheidung von Charlotte von Monaco, die Audrey Emery ihm gegenüber zur Bedingung für eine Ehe mit ihr gemacht hatte. Damit kam für Audrey Emery diese ins Auge gefasste Ehe nicht zustande, die für sie die dritte gewesen wäre.
Im Jahr 1992 wurde ihr Sohn Paul Iljinski, der amerikanischer Staatsbürger geworden war, in der US-Marine gedient hatte und dreimal zum Bürgermeister von Palm Beach gewählt worden war, zum nominellen Oberhaupt des Hauses Holstein-Gottorf.